# Ene Franca Idoko
Ene Franca Idoko (ur. 15 czerwca 1985) – nigeryjska lekkoatletka, sprinterka, brązowa medalistka igrzysk olimpijskich z Pekinu w sztafecie 4 x 100 m.

## Sukcesy
| Rok  | Zawody               | Miasto | Miejsce | Konkurencja | Czas    |
| ---- | -------------------- | ------ | ------- | ----------- | ------- |
| 2008 | Igrzyska olimpijskie | Pekin  |         | 4 x 100 m   | 43,04 s |

## Rekordy życiowe
- 100 m - 11,14 (2008)
- 200 m - 23,28 (2007)